# Santa Rita do Trivelato
Santa Rita do Trivelato é um município brasileiro do estado de Mato Grosso. A sua população estimada pelo IBGE em 2020 é de 3.506 habitantes.

## História
Santa Rita do Trivelato foi fundada no ano de 1977, em decorrência do projeto de colonização desenvolvido pela Colonizadora Trivelato, no então município de Nobres.
A colonizadora vendia terrenos rurais na região de Santa Rita do Trivelato para agricultores provenientes da Região Sul do Brasil, principalmente do Estado do Paraná, os quais eram atraídos em razão dos preços das terras e pela fertilidade do solo.
Para dar apoio às famílias que estavam se instalando na região, a Colonizadora Trivelato implantou uma pequena vila, a qual foi inicialmente denominada de "Santa Rita".
O município de Santa Rita do Trivelato foi criado pela Lei Estadual nº 7.234/1999, de 28 de dezembro de 1999, e o seu território foi desmembrado dos municípios de Nova Mutum e de Rosário Oeste, após uma mobilização de moradores de Santa Rita e da região leste do município de Rosário Oeste, que formaram uma Comissão Pró-Criação do município.
O nome do município foi sugerido por Petrônio Sobrinho, em outubro de 1999, sendo uma homenagem à padroeira da cidade, Santa Rita de Cássia, e a Colonizadora Trivelato
Segundo o último censo do IBGE, realizado no ano de 2010, a população do município era de 2.491 habitantes.

## Economia
A principal fonte econômica do Município de Santa Rita do Trivelato é a agricultura, com destaque para a produção de soja e milho.
A pecuária e suinocultura também se fazem presente no Município.
Segundo a estimativa do IBGE, Santa Rita do Trivelato foi o município que apresentou o maior crescimento econômico do país entre os anos de 1991 e 2003, com um indice de 82% ao ano nesse período.

## Turismo
O território do município de Santa Rita do Trivelato é banhado por diversos rios e nascentes, entre eles, o Rio Teles Pires, o Rio Verde, o Rio Beija Flor, o Rio Morocó e a nascente do Rio Cuiabá.
A vegetação existente no município é constituída principalmente por cerrado e mata de transição amazônica.
No município de Santa Rita do Trivelato estão situadas duas Áreas de Proteção Ambiental Estadual: a APA Salto Magessi e a APA Cabeceiras do Rio Cuiabá.
O Salto Magessi, no Rio Teles Pires, é a grande atração turística do município, sendo um dos mais belos pontos turísticos do Estado de Mato Grosso, onde é realizado o festival da pesca.